# Liste de mariage
 (novembre 2012).
La liste de mariage est une tradition qui consiste à permettre aux invités de participer à la fondation du foyer des époux.
Alors que les futurs mariés vont fonder une famille, les invités offrent des assiettes, couverts, linge de maison et autres ustensiles pour démarrer dans la vie. Le fait de créer une liste permet de choisir des couverts assortis et d'éviter les doublons. Aujourd'hui, de plus en plus de jeunes ont vécu séparés de leurs parents avant le mariage et possèdent déjà de nombreux équipements ménagers. Il devient fréquent de participer financièrement au voyage de noces ou à une cagnotte par exemple en ligne.

## Histoire de la liste de mariage
Au Moyen Âge, les cadeaux étaient déposés quelques jours avant le mariage chez les parents des jeunes mariés, et étaient exposés le jour J. Les familles riches publiaient même dans les gazettes la liste avec les noms des donateurs et les sommes versées, mais cette pratique n'a pas perduré longtemps.
En France, on dépose des listes de mariage dans les magasins depuis les années 1950 et les listes de mariage en ligne sont très populaires[réf. nécessaire] depuis quelques années.

## La liste de mariage dans le monde

### En France
Selon une étude, en 2007, la dépense moyenne pour un cadeau par couple d'invités est de 150 €, en 2012, ce montant diminue et passe à 134 €.[réf. nécessaire]
Sur un autre site de liste de mariage, le montant moyen d'une liste déposée est de 4800 €. Selon Mariée magazine, en 1999 en France, les listes de mariage comportaient les articles suivants :
- un service de table (76 %) ;
- des verres (57 %) ;
- de l'électroménager (35 %) ;
- du linge de maison (35 %) ;
- des décorations (33 %) ;
- de l'argenterie (25 %) ;
- de l'orfèvrerie (23 %) ;
- de l'ameublement (21 %) ;
- des éléments Hi-Fi/Vidéo (16 %)

## Enseignes
Outre la fonction d'organisateur de mariage, certaines enseignes sont spécialisées dans les listes de mariage. En France en 2000, les 4 acteurs majoritaires sont :
- Le Printemps, avec 6 % de son chiffre d'affaires, soit 8500 listes d'un montant moyen de 5335 € (plus élevé que la moyenne toutes enseignes confondues).
- Les Galeries Lafayette pour 5 % du chiffre d'affaires et 20 000 listes
- Le BHV avec 1800 listes

Pour les boutiques et les grands magasins spécialisés de France, la liste de mariage représente entre 5 et 6 % de leurs chiffres d’affaires. Ces professionnels reçoivent de 1800 à 20 000 listes de mariage par an.[réf. nécessaire]
Plus récemment, de nouveaux acteurs internet, sont apparus face aux modèles traditionnels de listes de mariage en magasin en proposant la liste de mariage en ligne.
La liste fonctionne alors comme une cagnotte en ligne avec des cadeaux virtuels. Les mariés récupèrent les dons des invités sur leur compte bancaire pour acheter leurs cadeaux de mariage ou leur voyage de noces dans le magasin de leur choix ou sous forme de bon d'achat dans une liste prédéfinie de partenaires sur Internet.

## Lien avec la religion
Les listes de mariage sont en rapport avec la fête, et non en rapport avec la cérémonie du mariage. Ainsi, aussi bien dans les mariages catholiques, protestants, musulmans ou hébraïques, une fête est organisée et une liste de mariage peut être déposée.